# Мораторий на усыновление российских детей гражданами США
Мораторий на усыновление российских детей гражданами США (15 апреля 2010 — 13 июля 2011) был реакцией правительства Российской Федерации на развитие событий вокруг усыновления Артёма Савельева, который был возвращён в Россию его приёмной матерью из США. Официальной причиной введения моратория стало отсутствие детального международного соглашения между Российской Федерацией и США, которое бы регулировало положение усыновлённых детей из России в этой стране (на момент введения моратория подобное двустороннее соглашение было подписано лишь с Италией). 

13 июля 2011 года, после подписания двустороннего соглашения с США, мораторий прекратил своё действие. Предсказуемым результатом 16-месячного моратория стало резкое падение усыновлений детей гражданами США. Их число упало с порядка 4000 в 2009 году до 1000 в 2010 году, когда из страны выезжали только дети, уже находящиеся в процессе усыновления. Усыновления российских детей гражданами США возобновились в период между 13 июля 2011 года и 27 декабря 2012 года. Федеральный закон № 272-ФЗ 2012 года «О мерах воздействия на лиц, причастных к нарушениям основополагающих прав и свобод человека, прав и свобод граждан Российской Федерации» запретил данную процедуру.

## Международная практика введения мораториев на усыновление
В 2004 году Румыния под давлением Евросоюза и вопреки возражениям со стороны США приняла закон, фактически запрещающий иностранцам усыновление румынских детей.
В 2008 году мораторий на усыновление детей иностранными гражданами ввело правительство Кыргызстана после того как в стране поползли слухи о том что киргизских детей иностранцы усыновляют, чтобы получить донорские органы. Данный мораторий фактически превратился в запрет на усыновление детей иностранцами, так как его действие приняло затяжной характер, и его отмена не стоит на повестке дня киргизских властей, несмотря на протесты США.
В 2010 году проект о введении в стране моратория на усыновление детей иностранцами рассматривало правительство Украины.